# بنت النور (مسلسل)
بنت النور - آمال وأحلام هو مسلسل درامي، اجتماعي، انساني، وتشويق، من إنتاج المركز العربي للإنتاج الإعلامي - الأردن، المنتج عدنان العوامله، المنتج التنفيذي طلال العوامله، إخراج سامر برقاوي، كتابة سوسن القابسي، بطولة منى واصف، سميرة بارودي، نادرة عمران، واخرون.
يعكس العمل لوحة ملونة بالتنوع الإنساني في بيئة تنفتح على رحابة العالم، وتأخذ ممثليه في رحلة البحث عن الحياة والعيش الكريم والتعايش بين أبناء الإنسانية الذين توحدهم الهموم والأحلام، ويروي سيرة الإنسان ما بين الفرص الواعدة والأحلام التي قد تتحطم على صخرة الواقع، ولكنها تنمو كبذرة تثمرُ بالرعاية والجهد والكد والتعب.

## قصة المسلسل
المدرس السوري وزوجته راوية يحلمان بشقة في بلدهما وتعليم بناتهما، فيتوجهان إلى دبي كما هو حال الأغلبية فالمهندس المعماري العراقي الذي يحلم ببناء مشروعة المعماري ( بوابة عشتار) يتوجه إلى دبي، والشاب اللبناني الذي يريد أن ينجح أمام أهل عروسه زينة يتوجه إلى دبي، كلهم يرون دبي مدينة تحقق لهم الأحلام
و في ملخص القصة، إذا كان الناس يختارون أحلامهم فإن الأحلام تختار مكانها ووطنها الذي سرعان ما يصبح عنواناً يقصده القاصدون ويحج إليه الحالمون، وفي عصرنا هذا أصبح للحلم وطن جديد. إنها دبي، هذه المدينة التي ترنو إليها الأعين، وتهفو إليها قلوب الحالمين من شتى بقاع العالم، ويجتمع فيها ممثلو مختلف الجنسيات والأقطار. تلعب الأقدار لعبتها مع البعض، فتوجههم إلى دبي كالمدرس السوري (غالب) وزوجته (راوية ) اللذين يحلمان بتأمين شقة في بلدهما وتأمين التعليم العالي لبناتهما، فيما تختلط الآمال والمخاوف بالنسبة ل (مفيد) المهندس المعماري العراقي الناجح الذي وصل إلى دبي هرباً من الوضع المتفجر في بغداد واستقر فيها بدلاً من الهجرة إلى كندا حينما وجد من يحتضن حلمه الأكبر المتمثل بمشروعه المعماري (بوابة عشتار) كما نلتقي ب (حازم) الشاب اللبناني الذي فاجأته دبي بما فيها من مغريات وتسهيلات فيسعى للاستفادة منها على كل وجه لإثبات وجوده كإنسان ناجح أمام أهل عروسه (زينة).

## بطولة
منى واصف، سميرة البارودي، نادرة عمران، حسن الشاعر، حبيب غلوم، هيفاء حسين، مرح جبر، ليلى جبر، دانا جبر، لارا الصفدي، نجلاء عبد الله، خالد عبد الغفار، محمد خير الجراح.